# Wind-Up Canary
Wind-Up Canary — дебютный студийный альбом американской певицы Кейси Дайнел, выпущенный в марте 2006 года на лейбле Hush Records

## Отзывы
| Оценки критиков | Оценки критиков |
| Источник        | Оценка |
| --------------- | --- |
| Allmusic        | 4 из 5 звёзд · 4 из 5 звёзд · 4 из 5 звёзд · 4 из 5 звёзд · 4 из 5 звёзд |
| Pitchfork Media | 7,5 из 10 звёзд · 7,5 из 10 звёзд · 7,5 из 10 звёзд · 7,5 из 10 звёзд · 7,5 из 10 звёзд · 7,5 из 10 звёзд · 7,5 из 10 звёзд · 7,5 из 10 звёзд · 7,5 из 10 звёзд · 7,5 из 10 звёзд |
| PopMatters      | 7 из 10 звёзд · 7 из 10 звёзд · 7 из 10 звёзд · 7 из 10 звёзд · 7 из 10 звёзд · 7 из 10 звёзд · 7 из 10 звёзд · 7 из 10 звёзд · 7 из 10 звёзд · 7 из 10 звёзд                     |
| Wired           | Favorable |

Альбом получил положительные отзывы от музыкальных критиков. На Pitchfork альбом получил оценку 7,6 по 10-балльной шкале сайта, а AllMusic — четыре из пяти звёзд; рецензент Стюарт Мейсон назвал альбом «убедительным, очень приятным дебютом» и описал Диенел как «искрящуюся личность», а также как «впечатляюще сильную мелодистку». PopMatters дал альбому семь звёзд из десяти; рецензент Дэйв Хитон сказал, что «дебютный альбом должен получить широкое признание за то, насколько свежей и непохожей на все остальное является эта музыка. Её плавное смешение стилей и жанров в один, который занимает только она, должно привлечь к ней много внимания… и не зря. Её музыка бесконечно завораживает». В рецензии Wired говорится: «Я совершенно сражён её неспешным и улыбчивым стилем, где-то между Фионой Эппл, Мирой и Сарой Хармер, и альбом — постоянное весеннее удовольствие».

## Список композиций
Все песни написаны Кейси Дайнел.
1. «Doctor Monroe» — 4:34
2. «Everything» — 3:04
3. «Baby James» — 3:27
4. «Cabin Fever» — 5:23
5. «Frankie and Annette» — 3:13
6. «The Coffee Beanery» — 4:54
7. «Embroidery» — 3:23
8. «Fat Old Man» — 3:34
9. «Stationary» — 4:02
10. «Tundra» — 5:19
11. «All or Nothing» — 3:58
12. «The La La Song» — 4:06